# バーバー・モータースポーツ・パーク
バーバー・モータースポーツ・パーク (Barber Motorsports Park) は、アメリカ合衆国のサーキット。アラバマ州バーミングハムに所在する。740エーカー (300ha) の敷地を有し、バーミングハム東方、リーズ近郊に位置する。2010年シーズンからインディカー・シリーズが開催されている。

## コース
パークは2003年にオープンした。1周2.3マイル (3.7 km) のロードコースはアラン・ウィルソンによって設計された。
コースは多くのレースを開催し、その中にはGrand-Am、ヴィンテージ・レーシング・シリーズ、AMAスーパーバイク選手権が含まれる。また、「ポルシェ・ドライビング体験会」およびケビン・シュワンツ スズキ・スクールなども開催されている。他にもキース・コード カリフォルニアスーパーバイク・スクール、ジェイミー・ジェームズ ヤマハ・チャンピオンズ・ライディング・スクールなども開催される。
2007年10月12日、インディカー・シリーズが公開テストを行った。2009年3月にも再びテストを行った。2010年から3年間の開催契約が結ばれ、インディカー・シリーズ初めてのレースは4月11日に開催された。
コースはまたFIAからUS F1 Teamの公式テストコースに指定された
が、チームは参戦することなく消滅したため、この指定は幻となった。

## コースレコード
|                  | ドライバー         | タイム    | 平均スピード                     | 日付          | 車両                         |
| ---------------- | ------------------ | --------- | -------------------------------- | ------------- | ---------------------------- |
| 4輪 (official)   | ウィル・パワー     | 1:10.1060 | 118.107マイル毎時 (190.075 km/h) | 2010年4月10日 | ダラーラ-ホンダ インディカー |
| 4輪 (unofficial) | ウィル・パワー     | 1:09.4557 | 119.213マイル毎時 (191.855 km/h) | 2009年3月23日 | ダラーラ-ホンダ インディカー |
| 2輪 (official)   | マット・ムラディン | 1:25.047  | 97.358マイル毎時 (156.683 km/h)  | 2005年4月     | スズキ・GSX-R1000            |

## 参照
1. ↑  Tomberlin, Michael (2009年7月26日). “Indy Car race coming to Barber Motorsports Park in Birmingham, Alabama”. The Birmingham News
2. ↑  “Welcome, Alabama”. indycar.com (IndyCar Series). (2009年7月27日) 2009年7月27日閲覧。
3. ↑  “Star drivers to test at Barber”. The Birmingham News. (2007年10月2日) 2007年10月17日閲覧。
4. ↑  “Alabama track gets test-run from IndyCar drivers”. International Herald Tribune. (2009年3月23日) 2009年3月23日閲覧。
5. ↑  “US F1 car to make Alabama debut”. autosport.com. (2010年1月8日) 2010年1月8日閲覧。